# Matilde Bajer
Matilde Bajer (Matilde Pauline Theodora Bajer), född 4 januari 1840, död 4 mars 1934, var en dansk pacifist och kvinnorättsaktivist. Hon var tillsammans med sin make Fredrik Bajer grundare av Dansk Kvindesamfund.

## Kvinnorörelsen
Matilde Bajer var medgrundare av flera kvinnoorganisationer. Hon intresserade sig redan som tonåring för kvinnlig jämställdhet, och på 1860-talet uppmanade hon sin man att ta kontakt med svenska feminister. När Dansk Kvindesamfund bildades år 1871 var hon tillsammans med sin man en av grundarna och blev dess första ordförande. År 1886 grundade hon och Johanne Meyer
Kvindelig Fremskridtsforening, som arbetade med kvinno-, freds- och arbetarfrågor. Föreningen fusionerade med Dansk Kvindesamfund år 1893 och Matilde blev ordförande i avdelningen i Köpenhamn och senare hedersmedlem. År 1906 grundade hon Danske Kvinders Fredsforening tillsammans med Sophie Alberti. Matilde deltog i 
Kvindetoget till Amalienborg när danska kvinnor fick rösträtt år 1915. Hon fick ekonomiskt stöd till sitt internationella kvinnosaksarbete av den engelska pacifisten Priscilla Hannah Peckover.
Matilde Bajer var genom hela livet på den politiska vänsterflygeln med krav om direkt politisk engagemang inom kvinnorörelsen. Så blev inte fallet, men hon blev trots det, på sin ålders höst, ofta omtalad som en pionjär inom rörelsen.

## Fredsrörelsen
Matilde var medlem av Dansk Fredsforening från starten och blev hedersmedlem av Ungdomsforeningen Pax år 1914 och året efter medlem av Danske Kvinders Fredskæde. År 1917 nekades hon inresa i Tyskland på grund av sitt fredsarbete. Hon var medlem i the International Council of Women’s Peace Committee som representant för Danske Kvinders Nationalråd, och samtidigt vicepresident i Internationella kvinnoförbundet för fred och frihet. År 1931 fick Matilde Bajer Fortjenstmedaljen i guld for sitt kvinno- och fredsarbete.

## Privatliv
Matilde var dotter till godsägare Wilhelm Schlüter (1811–1880) och Pauline Cathrine Gäthgens (1813–1906) och föddes på godset Frederikseg, tolv kilometer nordöst om Næstved. 
Hon gifte sig med barndomsvännen, pacifisten, riksdagsmannen och fredpristagaren Fredrik Bajer år 1867 och de fick sex barn. Matilde hade ett nära samarbete med sin man i många av de frågor som han engagerade sig i.